# Sûreté de l'État (Belgique)
Pour les articles homonymes, voir Sûreté de l'État.
La Sûreté de l'État est le service de renseignement civil belge. Il dépend depuis sa création du Ministère de la Justice, aujourd'hui Service public fédéral Justice (SPF Justice). Son homologue militaire est le Service général du Renseignement et de la Sécurité.

## Historique
À l'origine, ce service de l'État dépendant du ministère de la Justice depuis 1832 couvrait, dès l'indépendance de la Belgique, les matières relatives à la sécurité intérieure, aux prisons, à la surveillance des unités de production industrielle et aux flux migratoires. "La Sûreté" (diminutif usité jusqu'à nos jours) a vu ses missions évoluer progressivement dans le temps. La gestion des prisons et la surveillance des règlements de police générale lui ont été retirées pour être confiées directement au ministre de la Justice.
C'est un service de renseignement intérieur, qui, au départ, est censé agir uniquement sur le territoire belge. 
Pendant la Seconde Guerre mondiale, la Sureté de l’État, reconstituée à Londres sous l'autorité du ministre chargé de La Défense nationale, Paul Gutt , et en lien étroit avec le SIS ( Spécial Intelligence Service britannique: MI5 et MI6), fut en charge d'organiser, coordonner, soutenir les différents réseaux de résistance belges en Belgique et dans les pays occupés (en France surtout): des agents furent parachutés en France et en Belgique, pour y mener des actions de renseignement, de sabotage, de transmission de renseignements et d'évasion de personnes ( par les Pyrénées notamment). Ces réseaux et ces agents furent regroupés sous l'appellation de services de renseignement et d'action (SRA). Dans ce contexte les agents de la Sûreté de l’État opérèrent en Espagne et au Portugal (alors pays neutre) de 1940 à 1944,.
Compte tenu de la mondialisation des activités de renseignement dans le contexte de la guerre froide et des conséquences de l'indépendance congolaise pour la sécurité des citoyens belges en Afrique, la sûreté a été amenée à étendre ses activités de renseignement en dehors du territoire belge, devenant parfois, de fait, un service de renseignement et d'action. Par exemple, lors des événements congolais, notamment en 1964, lors de la prises d'otages de Stanleyville, la sûreté fut amenée à intervenir directement en Afrique pour exfiltrer un leader rebelle du Congo et l'amener à Bruxelles dans l'espoir d'un compromis qui aurait pu éviter un bain de sang. Espoir déçu pour des raisons politiques et qui fut suivi de l'opération des paras belges sur Stanleyville. Mais la sûreté avait, pour sa part, parfaitement rempli son rôle. Depuis, dans le cadre de la lutte internationale contre les tentatives de subversion antidémocratique, la Sûreté échange des informations et collabore avec des services similaires de pays démocratiques.
En 1994, lors de sa dernière grande réforme structurelle, elle a officiellement dénoué tout lien avec l'Office des étrangers qui est devenu un organe dépendant directement du SPF Intérieur. Depuis, la mission essentielle de la Sûreté a été concentrée sur la lutte contre la subversion politique intérieure et extérieure, en liaison avec les institutions similaires des autres pays, et sur le contre-espionnage industriel et commercial. Elle a notamment participé au démantèlement des Cellules Communistes Combattantes responsables de plusieurs attentats et découvert divers projets terroristes.
La disposition légale qui définit actuellement le fonctionnement de cet organisme est la « Loi organique des services de renseignement et de sécurité », datée du 30 novembre 1998.

## Structure et activités
Aujourd'hui, la Sûreté de l'État est l'unique service de renseignement civil belge (son équivalent militaire est le Service Général du Renseignement et de la Sécurité). La Sûreté de l'État est un service de renseignement intérieur, il est censé agir uniquement sur le territoire belge. Cependant, compte tenu de l'internationalisation des activités subversives, la sûreté est amenée à entretenir des contacts à l'étranger et à collaborer avec des services similaires d'autre pays. On peut la comparer au MI-5 britannique, à la section renseignement du FBI américain, ou encore à la DGSI française.
Ce service suit l’évolution de la société afin, officiellement, de contribuer par ses activités au développement d’une société démocratique et de l'État de droit. Outre ses missions de contre-espionnage, la Sûreté de l'État recueille des informations sur les activités terroristes, sur les agissements portant atteinte aux intérêts extérieurs et à la sécurité intérieure (extrémisme politique, sectarisme, espionnage industriel et le crime organisé). Ce service est également chargé de la protection des hautes personnalités, à l'exception des membres de la famille royale dont la défense physique est assurée par un service de la Police fédérale.
Considéré comme un petit département, en termes de ressources humaines et de moyens budgétaires, par comparaison aux autres administrations fédérales, celui-ci se divise en différentes directions et services (renseignements, enquête de sécurité ou encore formation).
Sur le plan institutionnel et démocratique, la Sûreté de l'État est soumise à un comité de contrôle, dépendant de l'autorité parlementaire (une représentation du Sénat belge), à savoir le Comité R. Le lien de tutelle est à l'image de certaines restrictions qui sont imposées aux agents actifs sur le terrain. Il est par exemple interdit aux fonctionnaires de la Sûreté de l'État de procéder à l'arrestation d'un individu. Pour ce type d'action, la Sûreté doit faire appel aux forces de l'ordre avec lesquelles elle est en liaison constante, notamment, lorsque le cas s'avère nécessaire, avec la Direction des unités spéciales.
Relativement discrète de par la nature de ses activités, l'administration de la Sûreté est plus généralement connue pour certains de ses déboires médiatiques que pour ses authentiques succès qui restent d'une nature très confidentielle. Pour exemple, en septembre 2006 et ce, lors d'une opération de surveillance de militants du groupe DHKP-C, la militante Fehriye Erdal échappe à la vigilance de ses agents alors que cette personne fait l'objet d'un mandat d'arrêt lancé par la Turquie pour le meurtre de trois personnes à Ankara. Un incident suivi d'autres qui a contribué à la démission ultérieure du fonctionnaire dirigeant de l'époque, Koen Dassen (ancien chef de cabinet du Ministre libéral de l'Intérieur Antoine Duquesne).
L'administrateur général actuel[Quand ?] se nomme Jaak Raes.
Le siège central de la Sûreté de l'État est situé dans un immeuble moderne au cœur de Bruxelles mais elle possède également 7 antennes décentralisées dans les différentes régions du pays (dont Bruges, Anvers, Liège, Hasselt et Namur).
En dépit de ses moyens limités et de la modestie de ses structures par rapport aux services similaires des pays voisins, la Sûreté de l'État a connu un engouement très important lors de ses campagnes officielles et publiques de recrutement (En 2003, près de 6 500 candidats s'étaient présentés aux épreuves pour 80 postes vacants). Cette façon d'engager des agents révèle une différences de pratiques par rapport aux services étrangers qui témoigne du contrôle politique exercé par l'État dans le but d'empêcher que l'action anti-subversive dérive vers des pratiques illégales.

## Missions
Globalement, la Sûreté de l'État est chargée de mener des missions spécifiques de recueil d'informations liées à la sécurité nationale et de protection de personnes, à l'intérieur (uniquement) et sur l'ensemble du territoire belge.
La Sûreté de l'État s'occupe essentiellement du contre-espionnage, surtout à Bruxelles qui est non seulement la capitale de la Belgique mais également le siège de l'Union européenne et de l'OTAN, où de nombreux autres services de renseignement étrangers sont présents. Son autre tâche principale est la surveillance et le recueil de renseignement concernant le terrorisme et dans une moindre mesure, les groupuscules d'extrême-droite, sectaires, etc.
La Sûreté de l'État collabore également avec son homologue militaire, le SGRS, qui est plus actif à l'étranger, ainsi qu'avec les autorités judiciaires belges et les services de renseignement étrangers.
Ses agents sont chargés de recueillir et traiter le renseignement relatif aux activités liées à l’espionnage, l'ingérence, le terrorisme, l’extrémisme, la prolifération, les organisations sectaires et criminelles nuisibles et aux atteintes au potentiel économique et scientifique et de mener des surveillances et/ou enquêtes de sécurité et des missions de protection.
Les Agents de la Sûreté de l'État n'ont cependant pas l'autorité d'arrêter une personne, ils se contentent de récolter les informations, qu'ils livrent le cas échéant aux autorités judiciaires.
Voici quelques missions attribuées aux services extérieurs de la Sûreté de l'État :
- enquêtes et missions de recueil d'informations portant sur des personnes, des mouvements, des organisations et des événements ;
- en tant qu'Officier traitant, recruter, évaluer, protéger des informateurs (sources humaines) dans le cadre de missions spécifiques de recueil de renseignement ;
- en tant qu'Officier traitant, entretenir des contacts avec les informateurs ;
- évaluer les informations recueillies de manière critique ;
- mener des missions spécifiques de surveillance et de protection des personnes physiques ;
- rédiger un rapport des missions effectuées ;
- appliquer les moyens techniques et autres dans les limites prescrites par le respect de la loi et de la déontologie.

Les agents développent et entretiennent un réseau relationnel avec différents services internes et externes (administratifs, juridiques et de police) et font en sorte de promouvoir la concertation et l’échange réciproque d’informations :
- développer un domaine d'expertise spécifique au départ duquel ils apportent une contribution opérationnelle et stratégique aux opérations de sécurité de l'État ;
- entretenir des relations dans les milieux pertinents ;
- participer à différents groupes de travail internes ainsi qu'à des réunions en rapport avec le domaine d'expertise développé.

## Organisation
La Sûreté de l'État est divisée en deux directions principales : 
- la Direction des Opérations, également appelée "Services extérieurs", qui comprend les sections « Renseignement », « Sécurité » et « Protection de Personnes » ;
- la Direction de l'Analyse, qui se charge de l'analyse des renseignements fournis.

En 2015, la Sûreté de l'État employait 568.1 équivalents plein-temps. À titre de comparaison, son homologue néerlandais, l'Algemene Inlichtingen- en Veiligheidsdienst, totalisait, en 2013, 1 500 collaborateurs.
La Sûreté de l'État est également organisée en 8 piliers:
- le pilier « Sécurité » chargé du contrespionnage, de la criminalité organisée, de la surveillance des mouvances d'extrême gauche ou droite, de la lutte contre la prolifération d'armes et du potentiel scientifique ou économique belge;
- le pilier « renseignements » qui est lui-même subdivisé en zones géographiques (radicalisme islamique, Chine, Congo et Afrique noire, Turquie et Tchétchénie...);
- le pilier « technique » qui reprend l'ensemble des méthodes de renseignements (infiltrations, contrôles visuels discrets, écoutes téléphoniques, craquages informatiques et filatures). Ce pilier se charge également des échanges d'information avec les services de renseignements étrangers ;
- le pilier « enquêtes de sécurité » chargé des habilitations de sécurité ;
- le pilier chargé de l'encadrement des antennes décentralisées wallonnes ;
- le pilier chargé de l'encadrement des antennes décentralisées flamandes ;
- le pilier « centre opérationnel permanent » qui est actif 24 heures sur 24 et 7 jours sur 7 ;
- le pilier « protection des personnes » chargé de la protection de VIP belges ou de chefs d'État et de gouvernement en visite en Belgique.

## Administrateurs généraux[15]

### Administration de la Sûreté publique
- Isidore Plaisant (1830-1831)
- Emmanuel François (1831-1839)
- Alexis Hody (1839-1852)
- Napoléon Joseph Verheyen (1852-1869)
- Victor Berden (1869-1882)
- Adolphe Gautier de Rasse (1882-1890)
- François Delatour (1890-1903)
- Jules de Rode (1903-1906)
- Louis Gonne (1906-1927)
- Alfred Remy (1927-1929)
- René Beltjens (1929-1933)
- Robert de Foy (1933-1943)
- Fernand Lepage (1943-1944)

### Administration de la Sûreté de l'État
- Fernand Lepage (novembre 1940 - novembre 1944) à Londres
- Pol Bihin (1944-1947)
- Robert de Foy (1947-1958)
- Ludovic Caeymaex (1958-1977)
- Albert Raes (1977-1990)
- Stéphan Schewebach (1990-1993)
- Bart Van Lijsebeth (1994-1999)
- Godelieve Timmermans (2000-2002)
- Koenraad Dassen (2002-2005)
- Alain Winants (2006-2014)
- Jaak Raes (2014-2022)
- Francisca Bostyn, ad interim (2022-en cours)

### Haut Commissariat
De peu avant la guerre, au cours de la guerre (à Londres) et brièvement après, il y eut un Haut Commissariat pour la Sécurité de l'État, sous la tutelle du Ministère de la Défense. Cet organisme était indépendant et hiérarchiquement supérieur à l'administration de la Sûreté publique et aux Services de renseignement militaires. Il n'y eut qu'un seul Haut commissaire, Walter Ganshof van der Meersch
- de mars à juin 1940 à Bruxelles
- en 1943-1944 à Londres
- de 1944 à 1947 à Londres

## Littérature
- Ludovic CAEYMAEX, Attributions, missions et méthodes de la Sûreté de l'État, inː L'officier de police - De politieofficier, 1964.
- Ludovic CAEYMAEX, La Sûreté publique, inː Répertoire pratique du droit belge, Tome IV, 1972.
- Luc KEUNINGS, Les relations entre l'administration de la sûreté publique et la police de Bruxelles (1830-1839). Contribution à l'histoire du maintien de l'ordre à Bruxelles, Actes du colloque des cercles archéologiques de Nivelles, T. III, Nijvel, 1987, blz. 43-54
- Luc KEUNINGS, Les grandes étapes de la police secrète en Belgique au XIXe siècle, inː Revue trimestrielle du Crédit Communal de Belgique, 1989.
- Etienne VERHOEYEN, Les honorables correspondants, inː Jours de guerre, Crédit Communal de Belgique, Bruxelles, 1990.
- Christian CARPENTIER & Frédéric MOSER, La Sureté de l'État. Histoire d'une déstabilisation, Ottignies, Quorum, 1993.
- Nicolas COUPAIN, L'expulsion des étrangers en Belgique (1830-1914), in: Revue belge d'histoire contemporaine, 2003.
- P. PONSAERS, M. COOLS, K. DASSEN, R. LIBERT, De Staatsveiligheid: essays over 175 jaar Veiligheid van de Staat, uitg. Politeia, 2005.
- Maarten VANHORENBEECK, Belgium's intelligence community: new challenges and opportunities, 2006.
- Luc KEUNINGS, Des polices si tranquilles. Une histoire de l'appareil policier belge au XIXe siècle, Louvain-la-Neuve, 2009.
- W. VAN LAETHEM & J. VANDERBORGHT (eds), Inzicht in toezicht. Twintig jaar democratische controle op de inlichtingendiensten, 2013.
- Kenneth LASOEN, Les secrets du département de la guerre. Militaire inlichtingen 1830-1914 in M. Cools e.a. (eds.), 1915-2015: Het verhaal van de Belgische militaire inlichtingen- en veiligheidsdienst, Anvers, Maklu, 2015, 89-128.
- Kenneth LASOEN, 185 Years of Belgian Security Service, in: Journal of Intelligence History vol. 15, 2016, 96-118.
- KENNETH LASOEN, Indications and Warning in Belgium: Brussels is not Delphi in: Journal of Strategic Studies 40, 2017, 927–962.
- KENNETH LASOEN, For Belgian Eyes Only: Intelligence Cooperation in Belgium in: International Journal of Intelligence and CounterIntelligence 30, 2017, 464–490.
- KENNETH LASOEN, Plan B(ruxelles). Belgian Intelligence and the Terrorist Attacks of 2015-16 in: Terrorism and Political Violence 30, 2018. Online.
- KENNETH LASOEN, Belgian Intelligence SIGINT Operations in: International Journal of Intelligence and CounterIntelligence 32, 2019, 1-29.